# Соболевский, Игнатий Валентинович
Польский граф Игнатий Валентинович Соболевский (1770—1846) — министр и статс-секретарь Царства Польского.

## Биография
Родился в 1770 году.
Отличался блестящими природными способностями и получил прекрасное образование. До 1790 года находился на военной службе. В 1791 году был секретарём польского посольства в Париже. После раздела Польши до 1806 года он оставался вне службы, пока не был назначен членом Высшей военной палаты и государственной администрации. В 1807—1811 годах он был секретарём Государственного совета Варшавского герцогства; с 24 ноября 1811 года — министр полиции.
В 1812 году примкнул к французам, присоединившись к Генеральной конфедерации Королевства Польского. Под Лейпцигом был взят в плен и доставлен в Петербург.
В 1815 году император Александр I назначил его на должность министра и статс-секретаря Царства Польского. Когда в 1820 году беспорядки на сейме в Варшаве стали принимать большие размеры, император Александр I назначил графа Соболевского, вместе с Новосильцовым, «для соглашения противных сторон и для принятия вернейших мер к упрочению благосостояния Царства Польского». В 1822 году, вследствие расстройства здоровья, он оставил занимаемую им должность; в 1825 году вернулся на службу и был назначен управляющим Министерством юстиции и состоял в этой должности до 1830 года, когда с Высочайшего разрешения отправился для излечения в Италию, где и прожил около десяти лет.
Умер 8 октября 1846 года в Кварто близ Генуи.
Был награждён орденами Св. Станислава и Белого орла (оба в 1812 году), а также российским орденом Св. Александра Невского (06.04.1816; алмазные знаки к ордену — 11.05.1829). Командор Мальтийского ордена[уточнить].